# Віртландія
Віртландія (офіційна назва: Wirtland ['v¡rtlənd], відома також як Hayalistan в тюркських країнах), претендує на звання першої в світі суверенної держави, що базується в інтернеті. Віртландія — це експеримент в області легітимності і стійкості держави, що не має власної географічної території.

## Історія
Віртландія заснована 14 серпня 2008 р. як громадська ініціатива. Вона представлена через офіційний сайт www.Wirtland.com [Архівовано 20 лютого 2014 у Wayback Machine.]. В даний час Віртландія управляється канцлером і має мету стати парламентською демократією.
В кінці листопада 2009 року деякими громадянами Віртландії було ініційовано дискусію з приводу придбання плавучого засобу або земельної ділянки для подальшого юридичного процесу визнання державного суверенітету Вірталандії іншими існуючими державами і ООН.
В кінці 2009 року в Віртландії виникла група громадян, яка стала займатися придбанням земельної ділянки в Сеуті і Мелільї — нейтральній зоні між Марокко і суверенною територією Іспанії.
На початку січня 2010 року серед громадян Віртланії виник «Рух за Конституцію Віртландії». 9.01.2010 року в Віртландії відбувся перший в історії країни мітинг з приводу прийняття Конституції.
13 березня 2010 р. число громадян Віртландії досягло 1000 чоловік. Тисячним громадянином Віртландії стала росіянка, яка проживає в Москві.

## Населення
Населення складається з громадян Віртландії і туристів. Населення в цей час становить приблизно понад 4000 осіб (станом на 1 грудня 2013 р.), згідно з офіційним сайтом [Архівовано 20 лютого 2014 у Wayback Machine.]. Громадянство Віртландії є відкритим і безкоштовним для будь-якої людини, яка досягла 18 років.
Віртландія надає рівні демократичні права і не допускає дискримінації за ознакою національного походження, віку, релігії, раси, статі. Заявка на отримання виду на проживання доступна на 18 мовах Тут [Архівовано 22 серпня 2012 у Wayback Machine.]. Віртландія має соціальну мережу своїх громадян «Citizens of Wirtland» [Архівовано 1 березня 2016 у Wayback Machine.].

## Реакція ЗМІ
Американський телеканал Фокс (Дивитися відео [Архівовано 14 квітня 2016 у Wayback Machine.]) і болгарське національне телебачення БТВ (Дивитися відео частина 1 [Архівовано 27 червня 2014 у Wayback Machine.], частина 2 [Архівовано 27 червня 2014 у Wayback Machine.]) стали першими, хто висвітлив Віртландію. У листопаді 2011 року до них приєдналася Словенія (Дивитися відео [Архівовано 15 вересня 2014 у Wayback Machine.]). Відгук міжнародної преси — від CNN Туреччини до Радіо Росії. Оновлюваний список публікацій — у розділі преси на сайті PressRoom [Архівовано 8 липня 2012 у Wayback Machine.].

## Монети та марки

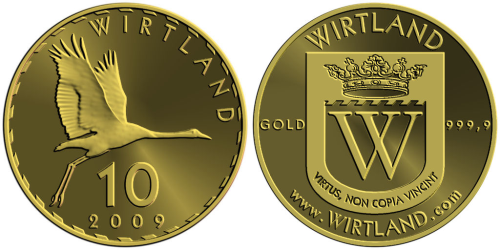
«Wirtland Crane»

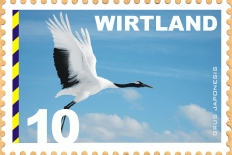
Wirtland postage

У липні 2009 року Віртландія почала випуск своєї першої золотої монети, відомої як «Віртландський журавель» («Wirtland Crane»). Монета вагою 1/10 тройської унції викарбувана з чистого золота. «Wirtland Crane» вважається першою золотою монетою, що випускається віртуальною державою.
23.09.2009 року було випущено срібну монету «Віртландський журавель» номіналом 2 ICU, вагою 31,1 гр.
Віртландія також випускає унікальні марки ручного виготовлення.

## Персональне посвідчення
Віртландія випускає персональні посвідчення особи (ідентифікаційні пластикові картки) для своїх громадян. Заяви на випуск пластикової картки приймаються від усіх осіб старше 18 років, що бажають стати громадянами Віртландії..
Анкети на отримання громадянства Віртландії можна скачати Тут [Архівовано 22 серпня 2012 у Wayback Machine.] і Тут [Архівовано 19 лютого 2014 у Wayback Machine.].
Приклад посвідчення: 20face.jpg[недоступне посилання з червня 2019]
Передбачуваний вид паспорта: 20half% 20open.gif[недоступне посилання з червня 2019]

## Віртландія і Джуліан Ассанж
Віртландія стала першою країною, яка на знак підтримки діяльності WikiLeaks надала громадянство Джуліану Ассанжу. Інформація про відповідне рішення Уряду Віртландії була опублікована 28 грудня 2010.

## Додаткова інформація
Російською мовою:
- Виртландия [Архівовано 2 лютого 2014 у Wayback Machine.], F5 40 (129), ноябрь 14, 2011
- Виртуальная страна, Голос России, март 13, 2009
- Большинство людей в интернет-стране Виртландии — болгары[недоступне посилання з червня 2019], Радио Болгарии, апрель 14, 2009
- Первая золотая монета виртуального государства[недоступне посилання з червня 2019], Мир нумизматики, июль 22, 2009
- Первая золотая монета виртуального государства [Архівовано 1 лютого 2014 у Wayback Machine.], Shopconros.ru, июль 23, 2009
- Виртуальные монеты, Sriblo, июль 28, 2009
- Монеты по неизменной цене, Sriblo, сентябрь 21, 2009
- Время «виртуального» серебра, Sriblo, сентябрь 24, 2009

Іншими мовами:
- Kristan J. Wheaton, Wirtland: A New (?) Experimental (??) Cyber (???) Nation (????) [Архівовано 28 вересня 2009 у Wayback Machine.], Sources And Methods, November 30, 2008.
- Veldmuis.com, Virtuele bewoners willen eigen ‘virtuele straatnamen’ [Архівовано 11 лютого 2009 у Wayback Machine.], Veldmuis.com, November 9, 2008.
- Computertaal, Hoe krijg je een paspoort in Wirtland? [Архівовано 21 лютого 2014 у Wayback Machine.], Computertaal, January 7, 2009.
- Catherine Arrow, Fed up with your own country? Well here's a virtual one for you inhabit [Архівовано 17 вересня 2012 у Wayback Machine.], PR from the Beach, January 8, 2009.
- BTV Българите са мнозинство в интернет-държавата Виртландия, BTV, February 11, 2009.
- Deborah Nason, Wirtland Evolves as First Country in Cyberspace [Архівовано 5 жовтня 2009 у Wayback Machine.], Internet Evolution, January 21, 2009.
- Computertaal, Ontwerp Wirtland's munt!, Computertaal, March 16, 2009.
- Impact Lab, A Cybercountry To Offer Real Gold Coin [Архівовано 26 березня 2009 у Wayback Machine.], Impact Lab, March 22, 2009
- BNR Radio Bulgarie, Les Bulgares sont les plus nombreux dans l'Etat de Virtlandia, BNR, March 25, 2009
- Ari Herzog, Wirtland Establishes Itself as Internet Country[недоступне посилання з червня 2019], GoverningPeople.com, April 1, 2009.
- T. Jay Kane, Witizens of Wirtland, Associated Content, July 10, 2009

## Ресурси Інтернету
- Офіційний сайт [Архівовано 20 лютого 2014 у Wayback Machine.]
- Мережа російськомовних громадян Віртландії (неофіційна) [Архівовано 2 квітня 2022 у Wayback Machine.]
- Газета «The Times of Wirtland» [Архівовано 8 серпня 2012 у Wayback Machine.]
- Соціальна мережа Witizens of Wirtland [Архівовано 1 березня 2016 у Wayback Machine.] | Російськомовна група
- Twitter [Архівовано 9 листопада 2013 у Wayback Machine.]
- # Residence% 20Permit Заявка про надання посвідки на проживання [Архівовано 8 липня 2012 у Wayback Machine.] | application-form-rushian.pdf Зразок заявки російською мовою[недоступне посилання з червня 2019]
- Монети Віртландії [Архівовано 16 лютого 2013 у Wayback Machine.]
- Соціальна мережа Гайдпарку. Довга манжета. Wirtland — матриця свободи[недоступне посилання з червня 2019]
- Соціальна мережа Гайдпарку Рукав від Wirtland. Від депривації — до держави[недоступне посилання з червня 2019]